# مرد شرقی و زن فرنگی
مرد شرقی و زن فرنگی فیلمی به کارگردانی و نویسندگی شاپور قریب محصول سال ۱۳۵۴ است.

## خلاصه داستان
مردی که قرار است با دختر خاله‌اش ازدواج کند پس از آشنایی با زنی غربی او را فراموش می‌کند. ولی زن غربی پس از مدتی او را رها می‌سازد و مرد به خانه‌اش بازمی‌گردد و این زمانیست که دخترخاله‌اش قصد دارد با مرد دیگری ازدواج کند. ولی وقتی تاسف و سرخوردگی مرد محبوبش را می‌بیند به سوی او بازمی‌گردد.

## بازیگران
- مرتضی عقیلی
- شهناز تهرانی
- طوطی سلیمی
- دیانا
- پروین سلیمانی
- گیتی فروهر
- عباس ناظری نیک
- محمدتقی کهنمویی
- نعمت‌اله گرجی
- احمد قدکچیان
- ژوستن
- استونی